# Susanne Demåne

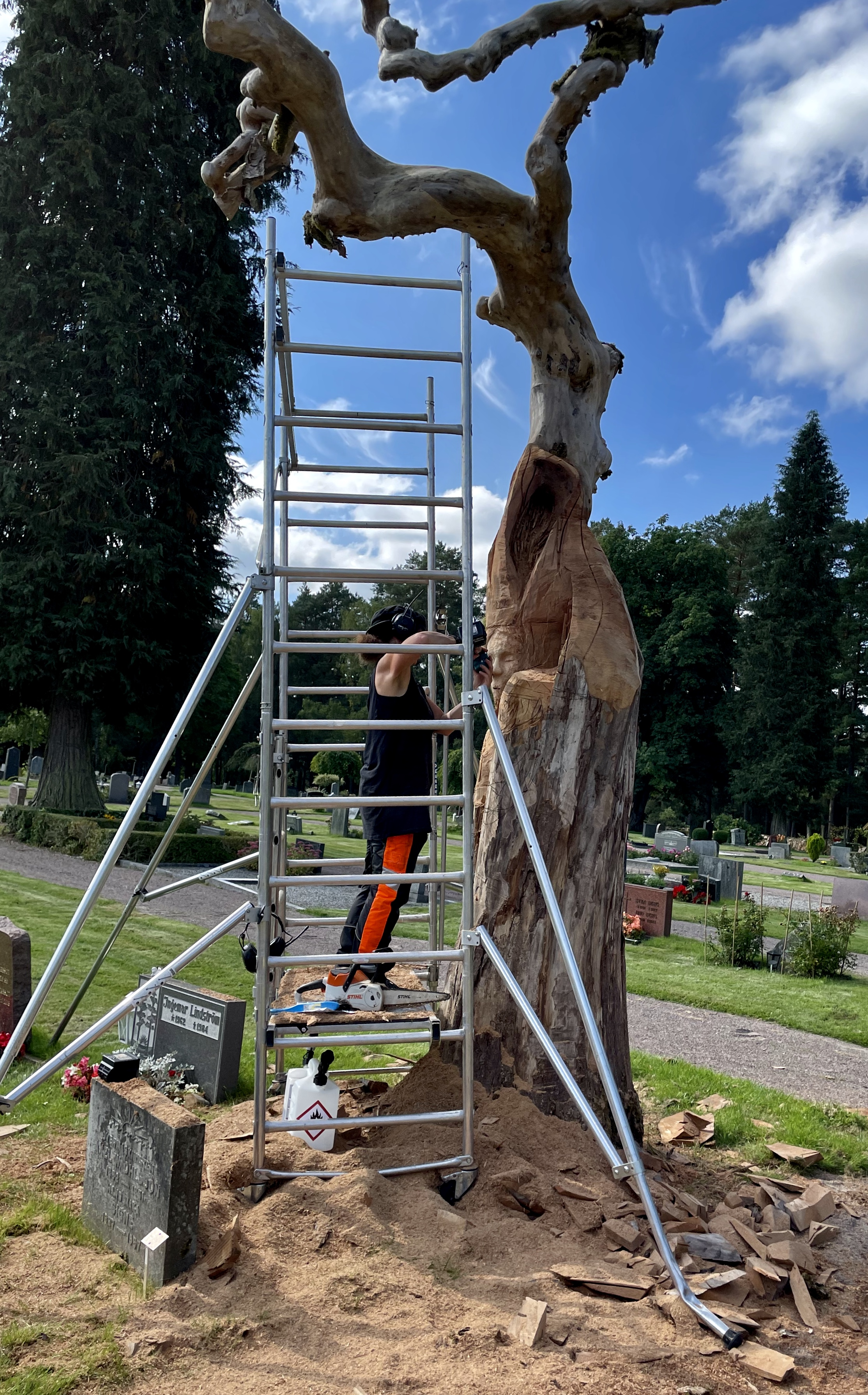
Susanne Demåne skulpterar i en död almstam vid Bredåkra kyrkogård (2023).

Gunn Susanne Demåne, ursprungligen Persson, född 16 september 1963 i Växjö församling i Kronobergs län, är en svensk konstnär.
Susanne Demåne arbetar med måleri, emalj och trä. Hon är verksam i Edestad Johannishus, Ronneby.

## Priser
- Ronneby Kommuns Kulturstipendium 1997
- Landstingets Arbetsstipendium Arvidsjaur 1998
- Ronneby konstförenings Kulturstipendium 2006
- Region Blekinges Kulturpris 2009.[3]
- Blekinge Läns Tidnings kulturpris 2022[4]

## Representerad
Utsmyckningsuppdrag:
- 2006 BTH, Blekinge Tekniska Högskola, Älmhults Kommun, Biblioteket,BUP, Landstinget Blekinge, Listerby Bibliotek, Ronneby Kommun
- 2007 BlekingeSjukhuset Wämöcenter, Ronneby kommun Vida Blick,Tant Grön Förskola, Mustasch Reklambyrå
- 2008 Blekingesjukhuset Kansliet Wämö center,Karlskrona Kommun Nättraby Förskola Karlskrona kommun, BTH
- 2009 Blekingesjukhuset, Röntgen Karlshamn, Bl sjukhuset Kemlab i Karlshamn, Österslättskolan i Karlshamn
- 2010 Vårdcentralen i Lyckeby, Psykiatrin Karlskrona Kommun,vårdavdelning medicin kirurgi Karlshamn
- 2011 Patologen Blekingesjukhuset, Prästslättens förskola i Karlshamn
- 2014 Region Blekinge
- 2016 Vårdcentralen Ronneby
- 2018 Edestad Kyrkogård
- 2021 Kilenparken Ronneby
- 2022 Sollidens slott
- 2023 Bredåkra kyrkogård

Tidigare uppdrag:
- Arbetsförmedlingen Ronneby,
- Industriverken Ronneby
- Amugruppen Ronneby
- Stiftelsen Smålandsgårdar
- Blekingesjukhuset, Karlskrona
- Blekingesjukhuset, Karlshamn
- Stadshuset Ronneby kommun
- Jämjö Vårdcentral, Karlskrona
- Omsorgen, Karlshamns kommun
- Biblioteket, Karlshamns kommun
- Södra Skogsägarna, Växjö

## Separatutställningar i urval från 1996-2022
- 2022: Sollidens slott
- 2018: Huseby Bruk
- 2017: IFÖ Center Konsthall, Bromölla
- 2016: Karlskrona Konsthall
- 2015: Farum Kulturhus Köpenhamn
- 2013: Karlshamns Konsthall
- 2012: Emmaboda bibliotek
- 2011: Hässleholms Konsthall
- 2010: Nässjö Konsthall
- 2009: Kulturcentrum i Ronneby 13 juni-30 augusti
- 2006: Boverket, Boverkets Konstförening 30/10 - 25/11
- Galleri Rälla, Öland
- Galeri Klättorp, Klättorp Spiken
- Konsthallen Blomé, Älmhult
- Boverket, Karlskrona
- 2005: Blekingesjukhuset, Karlskrona
- Stadsbiblioteket, Karlshamn
- Galleri Karibakka, Sölvesborg
- Rådhuset, Karlshamn
- 2003: Galleri Noia, Malmö
- 2001: Boverket, Karlskrona
- Ericsson, Karlskrona
- 2000: Kulturfabriken, Krefeld, Tyskland
- 1999: Olofströms konsthall, Olofström
- Galleri Karibakka, Sölvesborg
- 1998: Regionsjukhuset, Karlskrona
- 1997: St Petersburg, Exhibitioncenter, Ryssland
- Kulturhuset Valfisken, Simrishamn
- Galleri formaregruppen, Malmö
- Stadsgalleriet, Schopfheim, Tyskland
- 1996: Massmanska Kvarnen, Ronneby

Grupputställningar i urval 1995-2012:
- 2014 visit 14 Mariannelund
- 2012 Gallery Broodway New YorkCity
- 2009 Björstorps Säteri, Brösarp
- 2008 Björstorp Säteri, Brösarp
- 2007 Bosjökloster, Hörby
- 2007 Flyinge ridanläggning, Flying
- 2007 Svart o Vitt Björstorp Säteri, Brösarp
- 2007 Torslanda Kulturhus, Torslanda
- 2005 Soffa+ Konst, Båtsmanskasernen, Karlskrona
- 2005 Galleri Nordika Kunming, Kina
- 2005 Ulriksdals Flowershow, Stockholm
- 2005 Prinsessans trädgård, Hammenhög
- 2004 5 Nordiska Emaljtriennalen, Danmark
- 2004 Alupka Palace, Krim, Ukraina
- 2004 Kro i Ukraina, Båtsmanskasernen, Karlskrona
- 2004 Kro i Ukraina, Massmanska Kvarnen, Ronneby
- 2003 Galleri Kuhn, Bremen, Tyskland
- 2003 Galleri Lochte, Hamburg, Tyskland
- 2002 Uttryck Runt Östersjön, Båtsmanskasernen
- 2002 Falkenbergs Konsthall
- 2002 Blekingar, Olofströms Konsthall
- 2001 4 Nordiska Emaljtriennalen, Finland
- 2000 Blekingar, Båtsmanskasernen, Karlskrona
- 1999 Blekingar, Kulturcentrum, Ronneby
- 1999 Väntande själar, Mönchengladbach, Tyskland
- 1998 BMW-Rover Cultureyear, Stockholm
- 1998 Visitors, Landgraaf, Nederländerna
- 1997 3 Nordisk Emaljtriennal, Konstens hus, Luleå
- 1997 Galleri 273, London
- 1997 Blekingar, Sölvesborgs Konsthall
- 1996 Emaljteknisk mässa, Hannover, Tyskland
- 1996 Blekingar, Olofströms Konsthall
- 1996 Båtsmanskasernen, Karlskrona
- 1996 3 Nordisk emaljtriennal, Kulturcentrum, Ronneby
- 1996 Olztyn, Polen
- 1995 Korks 95, Kulturcentrum, Ronneby
- 1995 Emaljteknisk mässa, Poznan, Polen